# 핸슨 (밴드)
핸슨(Hanson)은 미국의 팝 록 밴드이다. 대표곡은 〈MMMBop〉이다. 이 곡은 제40회 그래미 어워드 두 부문에, 곡이 실린 정규 음반 《Middle of Nowhere》는 세 부문에 지명되었다.

## 음반
- Boomerang (1995년)
- MMMBop (1996년)
- Middle of Nowhere (1997년)
- Snowed In (1997년)
- 3 Car Garage (1998년)
- Live from Albertane (1998년)
- This Time Around (2000년)
- Underneath (2004년)
- The Walk (2007년)
- Shout It Out (2010년)
- Anthem (2013년)